# Gad Rechlis

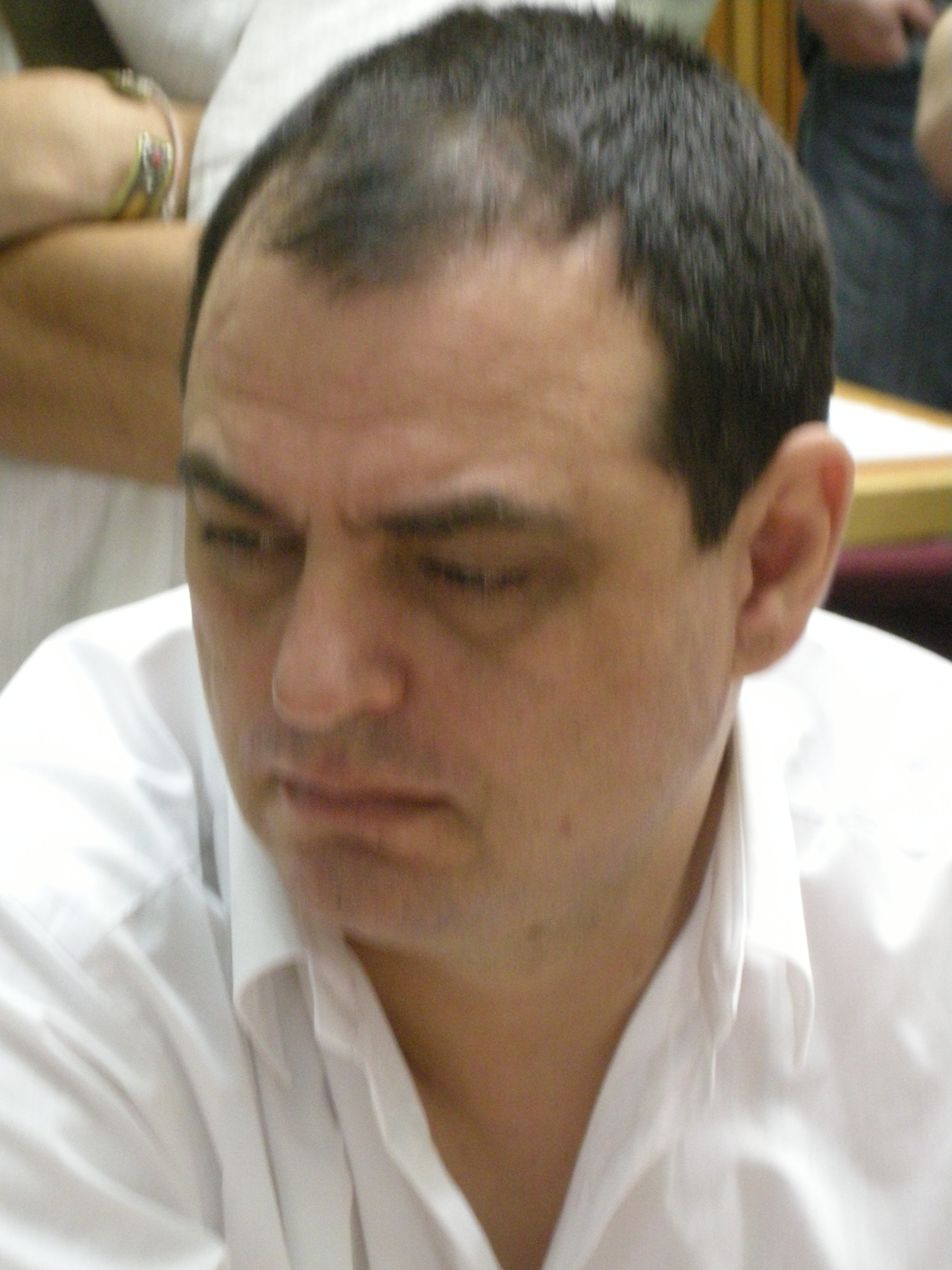
Gad Rechlis in 2010

Gad Rechlis (Russisch: Гад (Геннадий) Рехлис, Gad (Gennadij) Rechlis, Hebreeuws: גד רכליס) (Chisinau, 5 februari 1967) is een Israëlisch schaker met in 2016 een FIDE-rating van 2533. Hij is sinds 1990 een grootmeester.
Sinds 1977 woont Rechlis in Israël, hij heeft een masters in computer science. In 1985 werd hij 9e op de Europese kampioenschappen voor de jeugd in Groningen; Alfonso Romero Holmes werd met Ferdinand Hellers de gedeelde winnaar.
In 1986 werd Rechlis internationaal meester (IM), in datzelfde jaar werd hij met Jeroen Piket en Viswanathan Anand gedeeld 6e op de wereldkampioenschappen voor junioren in Gausdal (Noorwegen); Walter Arencibia (Cuba) eindigde als winnaar. In 1988 was hij kampioen van Israël. Hij won het Berlin Open in 1988 en 1995. In 1990 behaalde hij de grootmeestertitel. In mei 1996 won hij het BAWAG-grootmeestertoernooi in Oostenrijk.
Bij het tweede Europees kampioenschap schaken gehouden in juni 2001 in Ohrid (Macedonië), eindigde hij op een 130ste plaats, er waren 204 deelnemers.